# 下阳城遗址
下阳城遗址，位于山西省运城市平陆县西15公里的老城乡太阳渡村南，是中华人民共和国全国重点文物保护单位之一。
1996年1月12日，公布为山西省文物保护单位，编号3-17。2013年5月公布为全国重点文物保护单位，是一座古遗址。